# 福山市立坪生小学校
福山市立坪生小学校（ふくやましりつ つぼうしょうがっこう）は、広島県福山市坪生町に存在する公立小学校である。
2021年に創立150周年となった。

## 沿革

### 現在地移転以前
- 1871年（明治4年）2月 - 広島県深津郡坪生村に、同校の発祥である坪生村啓蒙所を設立。
- 1873年（明治6年）9月 - 深津郡一番小学校と改名。
- 1877年（明治10年）1月 - 第一番小学校と改名。
- 1880年（明治12年）5月 - 広島県備後国深津郡第十四小学校区坪生小学校と改名。
- 1884年（明治16年）8月 - 深津郡深津小学校区坪生小学校と改名。
- 1885年（明治17年） - 仮教場を転々としていた同校が、坪生村字狐原の地に落ち着いた。同地は一時期村有地となるが、現在は公園に整備済[2][3]。
- 1887年（明治19年）9月 - 深津郡第六簡易小学校と改名。
- 1889年（明治21年）4月 - 深津郡坪生尋常小学校と改名。
- 1908年（明治40年）
  - 3月 - 神森神社境内に瓦葺き平屋校舎（76坪）が完成[3]。
  - 4月 - 神森神社に完成した校舎に移転。また、同校を坪生尋常高等小学校と改名。
- 1920年（大正9年）8月 - 神森神社境内にあった校舎の西側に32坪の2階部分を増築。 同空間は、セレモニー目的の礼法室兼裁縫室として使用[3]。
- 1937年（昭和12年）10月 - 従来の平屋建て部分を取り壊し、2階建ての新校舎を新築落成[3]。
- 1941年（昭和16年）4月 - 同校を、坪生国民学校と改名。
- 1944年（昭和19年）4月 - 同校を、坪生村立坪生小学校と改名。
- 1956年（昭和31年）5月 - 広島県深安郡坪生村、広島県深安郡大津野村および広島県深安郡春日村が対等合併して広島県深安郡深安町を新設。それに伴い、深安町立坪生小学校と改名。
- 1962年（昭和37年）1月 - 広島県深安郡深安町が福山市に編入合併される。それに伴い、同校を福山市立坪生小学校と改名。
- 1969年（昭和44年）9月 - 同校の校旗と校歌（作詞：喜多紀世雄、作曲：古関裕而）を制定[4]。

### 現在地移転以後
- 1975年（昭和50年）
  - 4月 - 同校現在地である福山市坪生町2469番地に移転。また、福山市立伊勢丘小学校の通学区域であった大門団地と幕山団地、福山市立春日小学校の通学区域であった青葉台四丁目を福山市立坪生小学校の通学区域に編入合併[5][6]。
  - 7月 - 同校のプールが完成。
  - 12月 - 同校の危険物倉庫が完成。
- 1976年（昭和51年）
  - 3月 - 同校の体育館が完成。
  - 4月 - 同校移転元である元校舎跡地記念碑の除幕式を挙行。
- 1977年（昭和52年）3月 - 同校の校門が完成。
- 1978年（昭和53年）8月 - 同校グランドの夜間照明工事が完了。
- 1979年（昭和54年）4月1日 - 同校と福山市立大津野小学校の児童増加対策として、福山市立幕山小学校が分離独立。同日より幕山団地の大部分を福山市立幕山小学校の通学区域に変更[7][8]。
- 1990年（平成2年）10月 - 住居表示変更が実施され、広島県福山市坪生町一丁目84番地と所在地表示を改正。
- 1992年（平成4年）9月 - 同校に手摺と洋式トイレを設置。
- 1993年（平成5年）3月 - 同校グランドに、体育倉庫が完成。
- 1994年（平成6年）3月 - 同校にランチルームが完成。
- 1995年（平成7年）12月 - 同校の図書室を整備。
- 1996年（平成8年）4月 - 同校のグランドにコンテナを設置。
- 1997年（平成9年）
  - 2月 - 同校グランドの階段に手摺を設置。
  - 3月 - 同校プールのフェンスを全面改修。
  - 6月 - 同校プールのプールサイドにマットを貼付。
- 1998年（平成10年）
  - 8月 - 同校北校舎昇降口を改修。
  - 10月 - 同校の北校舎2階にパソコン教室を新設。
  - 12月 - 同校の北校舎ベランダを改修。また、同校のプールトイレを水洗化改修。
- 1999年（平成11年）
  - 1月 - 同校北校舎の玄関ひさしを改修。
  - 2月 - 同校プールの洗顔用施設を改修。
  - 8月 - 同校北校舎の外壁および屋上を全面改修。
- 2000年（平成12年）3月 - 同校の放課後児童クラブ教室を南校舎1階へ、同校の北校舎2階に第2理科室を移設。また、同校図書室へ空調設備を設置し、グランド東フェンスと北校舎ガス配管全面を改修。
- 2001年（平成13年）7月 - 同校の北校舎2階会議室に間仕切りを設置。また、各教室と職員室、廊下と階段床と壁の全面改修工事を開始。額の設置。（8月に完了）
- 2002年（平成14年）3月 - 同校校内LANを新設。
- 2003年（平成15年）3月 - 同校パソコン教室へパソコン8台を増設。
- 2004年（平成16年）
  - 3月 - 同校体育館の屋根を改修し、同校グランドへのスロープを設置。
  - 8月 - 同校図書室を整備。また、同校校内LANを各普通教室に設置。
- 2005年（平成17年）
  - 2月 - 同校元校舎の所有権者である神森神社総代会の決定で、同社境内にあった元校舎を解体。また、つぼう郷土史研究会有志の依頼により滅失を免れた旧校舎の階段一対は、現在展望台として同校旧運動場に現存[3]。
  - 6月 - 防犯と引率および情報共有等を行うスクールサポートボランティアを開始。
  - 8月 - 同校の学校表示看板を設置。
  - 10月 - 同校グランド植え込みを整備。
- 2006年（平成18年）
  - 4月 - 親子安全マップが完成。
  - 7月 - 扇風機が同校全教室に完備。
- 2007年（平成19年）
  - 3月 - 同校北校舎の外壁に同校創立130周年記念曲『風にのって』[要出典]掲示板を設置。
  - 8月 - 同校図書室のパソコンとバーコードを買換。また、同校プールに夜間照明を設置。
- 2008年（平成20年）
  - 10月 - 住居表示変更の実施により、所在地が福山市坪生町一丁目42番1号となる。
  - 12月 - 同校グランドの砂場を改修。
- 2009年（平成21年）
  - 5月 - 同校プールを改修。
  - 8月 - 同校図書室のカーペットを張替。
  - 9月 - 同校図工室の床を張替。
- 2010年（平成22年）4月 - 同校放課後児童クラブの教室を増設。
- 2015年（平成27年）4月1日 - 小中一貫教育の実施。（福山市立東朋中学校・福山市立大谷台小学校）[9]

### 記念事業および記念行事
| 周年種別と経過年 | 周年種別と経過年 | 事業と行事 | 挙行年月               | 摘要                                                         |
| ---------------- | ---------------- | ---------- | ---------------------- | ------------------------------------------------------------ |
| 同校現在地移転   | 10周年           | 事業       | 1985年（昭和60年）03月 | 記念観察池が完成。                                           |
| 同校創立         | 120周年          | 事業       | 1991年（平成03年）08月 | 体育館前階段が完成。                                         |
| 同校現在地移転   | 20周年           | 事業       | 1994年（平成06年）03月 | 北校舎外壁に校歌板と校章を設置。                             |
| 同校創立         | 130周年          | 行事       | 2001年（平成13年）06月 | 記念バザーを開催。                                           |
| 同校創立         | 130周年          | 行事       | 2001年（平成13年）09月 | 空き缶アートが完成し、同校学区民運動会にて披露。             |
| 同校創立         | 130周年          | 行事       | 2001年（平成13年）09月 | 福山市立東朋中学校吹奏楽部によるメモリアルコンサートを実施。 |
| 同校創立         | 130周年          | 行事       | 2001年（平成13年）11月 | 記念曲『風にのって』を同校音楽発表会にて演奏。               |
| 同校創立         | 130周年          | 事業       | 2002年（平成14年）03月 | 記念CD-ROMが完成し、同校関係者に配布。                       |
| 同校創立         | 140周年          | 行事       | 2011年（平成23年）10月 | 記念講演会を開催。                                           |
| 同校創立         | 140周年          | 行事       | 2011年（平成23年）11月 | 記念学校祭を開催。                                           |

## 学区

### 通学区域
特別な事情がない限り、通学区域は以下の通り。
- 坪生町
- 坪生町一丁目
- 坪生町二丁目
- 坪生町三丁目
- 坪生町四丁目
- 坪生町五丁目
- 坪生町六丁目
- 坪生町南一丁目
- 坪生町南二丁目
- 坪生町南三丁目
- 青葉台四丁目
- 東陽台一丁目の一部
- 東陽台二丁目
- 幕山台一丁目の一部
- 幕山台八丁目の一部

### 中学校
以下に特別な事情なき同校児童全員の進学先を年度別に列挙する。
- 1987年度以後[12]
  - 福山市立東朋中学校 - 学区全域
- 1986年度以前[13][14][15]
  - 福山市立培遠中学校 - 坪生町全域と青葉台全域
  - 福山市立鳳中学校 - 東陽台全域と幕山台全域

## 学区の地理
| 山名     | ふりがな     | 標高   |
| -------- | ------------ | ------ |
| 馬鞍山   | まぐらやま   | 146.1m |
| 上土居山 | かみでーやま | 131.8m |
| 仁井山   | にいさん     | 110.0m |
| 神森山   | かんもりやま | 095.3m |
| 清水山   | しみずやま   | 075.0m |

### 地理歴史
つぼう郷土史研究会という組織の手によって、継続的な地理歴史の研究伝承がなされている。
史跡
- 西楽寺 - 高野山真言宗の寺院。
- 神森神社
- 石州往来

### 主要施設
- 福山市坪生公民館
- 福山東警察署坪生駐在所

### 教育機関
- 幼稚園
  - 福山市立坪生幼稚園
  - サムエル幼稚園

## アクセス

### 鉄道
- JR西日本山陽本線大門駅より
  - 大門駅から同校への所要時間は、自動車で15分程度
- 井原鉄道御領駅より
  - 御領駅から同校への所要時間は、自動車で15分程度

### 路線バス
- 井笠バスカンパニー
  - 「福山～篠坂線」「福山～東深津～伊勢丘～坪生線」坪生小学校前より
  - 「福山～篠坂線」「福山～東深津～伊勢丘～坪生線」「笠岡～福山線」坪生公園前より